# Héreg
Héreg é um município da Hungria, situado no condado de Komárom-Esztergom. Tem 27,14 km² de área e sua população em 2015 foi estimada em 995 habitantes.